# رسم المشرفة
رسم المشرفة قرية سوريّة تتبع إداريّاً لمحافظة حلب منطقة منبج ناحية مركز منبج، بلغ تعداد سكانها 1,257 نسمة حسب التعداد السكاني لعام 2004.